# Панорама битви при Ватерлоо

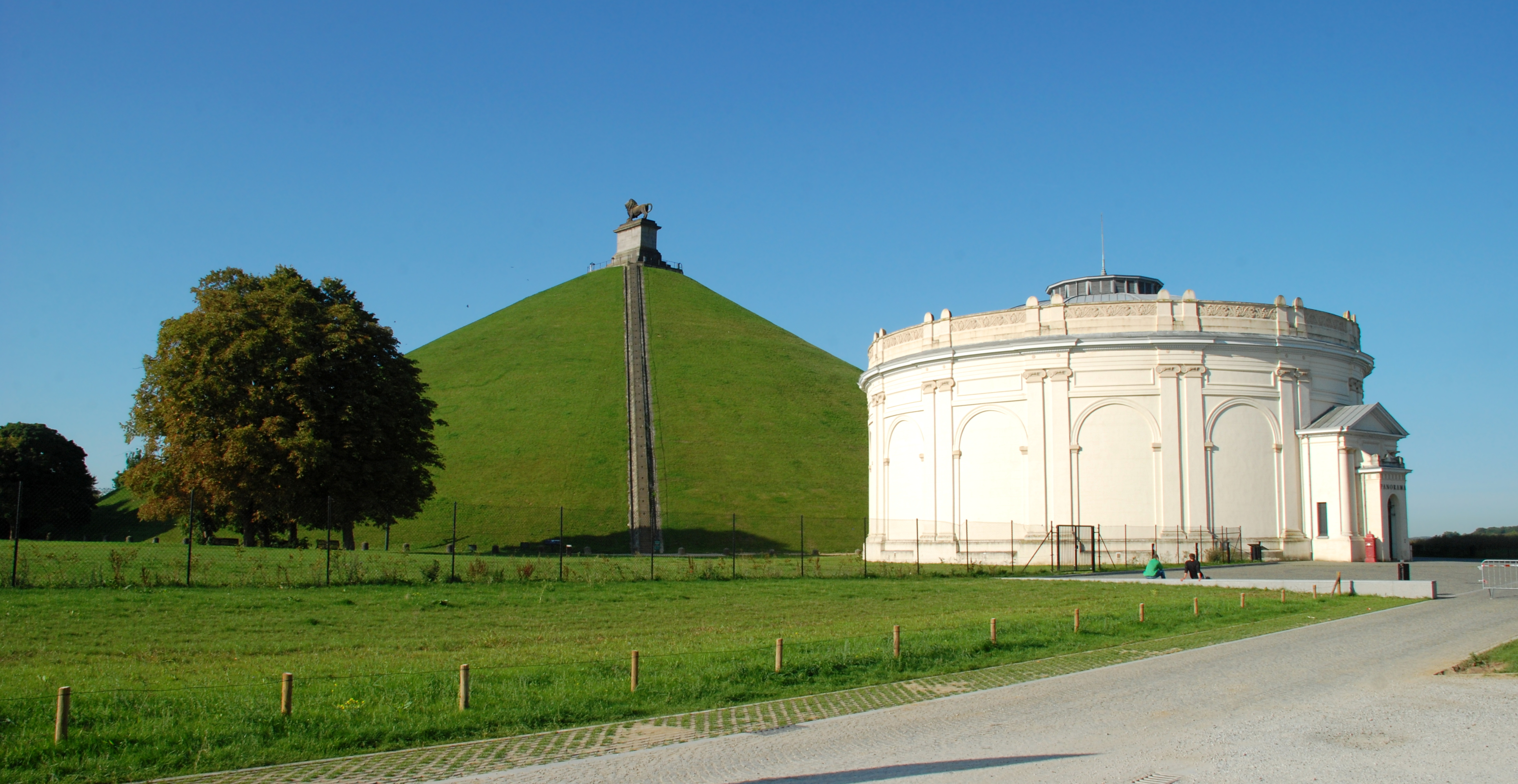
Ротонда-панорама Битви при Ватерлоо з Левовим курганом позаду

Панорама битви при Ватерлоо (фр. Panorama de la Bataille de Waterloo) — ротонда в Бельгії, де зберігається монументальна панорамна картина із зображенням битви при Ватерлоо. Неокласична будівля розташована безпосередньо на північ від Левового кургану на полі битви при Ватерлоо в муніципалітеті Брен-л'Алле в бельгійській провінції Валлонський Брабант.

## Дизайн
Ротонду спроектував архітектор Франц Ван Офем ) у 1911 році. Її зовнішній діаметр становить 35 метрів (115 фут) і 15 метрів (49 фут) заввишки, з конічним дахом. Цегляні стіни ротонди, пофарбовані в білий колір, прикрашені заглибленими глухими арками, розділеними іонічними пілястрами, й увінчані парапетом із фризом із пальмет. Вхідний ґанок має дві пари тосканських колон, які підтримують трикутний фронтон.
У ротонді міститься картина олією на полотні, виконана французьким художником Луї Дюмуленом у 1912 році, з 14 панелями полотна, зшитими разом, щоб створити циліндр приблизно 110 метрів (360 фут) в окружності та 12 метрів (39 фут) заввишки. Воно освітлюється зверху кільцем скління навколо краю конічного даху, і його видно з 5 метрів (16 фут) висоти платформи в центрі ротонди.
Картина зображує кілька різних епізодів битви при Ватерлоо в 1815 році, зосереджуючись на атаках французької кавалерії. Фізичні елементи перед картиною, у тому числі вирізані фігури, огорожі та тіла з гіпсу та пап'є-маше, маскують нижній край картини та підвищують її ефект занурення.
У 1998 році будівлю та картину охороняють як пам'ятки історії. У 2008 році бельгійський уряд запропонував включити панораму до списку Світової спадщини ЮНЕСКО.
Панорама Ватерлоо — одна з небагатьох оригінальних панорам, які збереглися й досі експонуються на своєму оригінальному місці. Інші панорами битви при Ватерлоо, автори Шарль Верла, Поль Філіппото та Charles Castellani були втрачені.

## Галерея

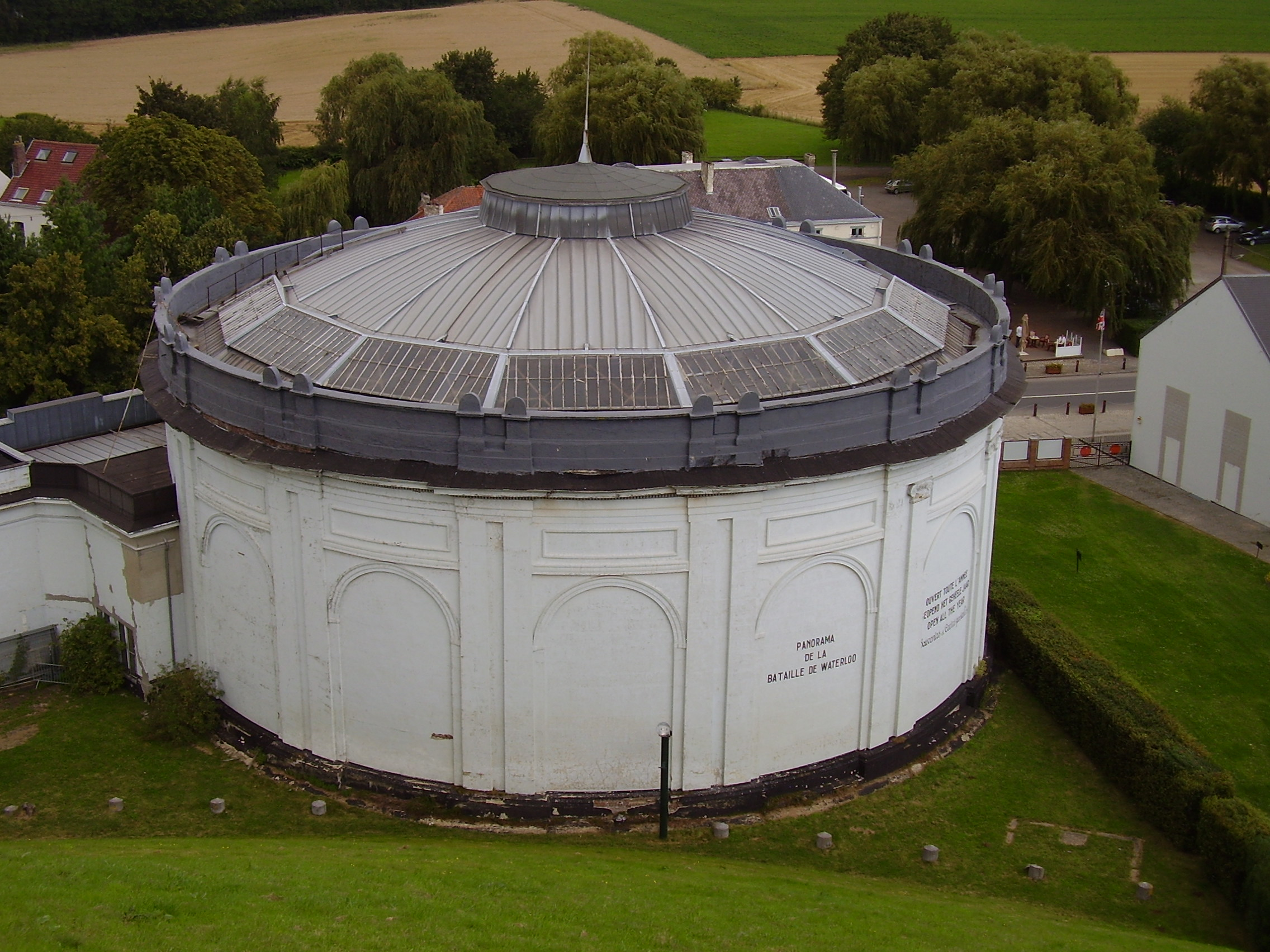
Вигляд ротонди з Левового кургану
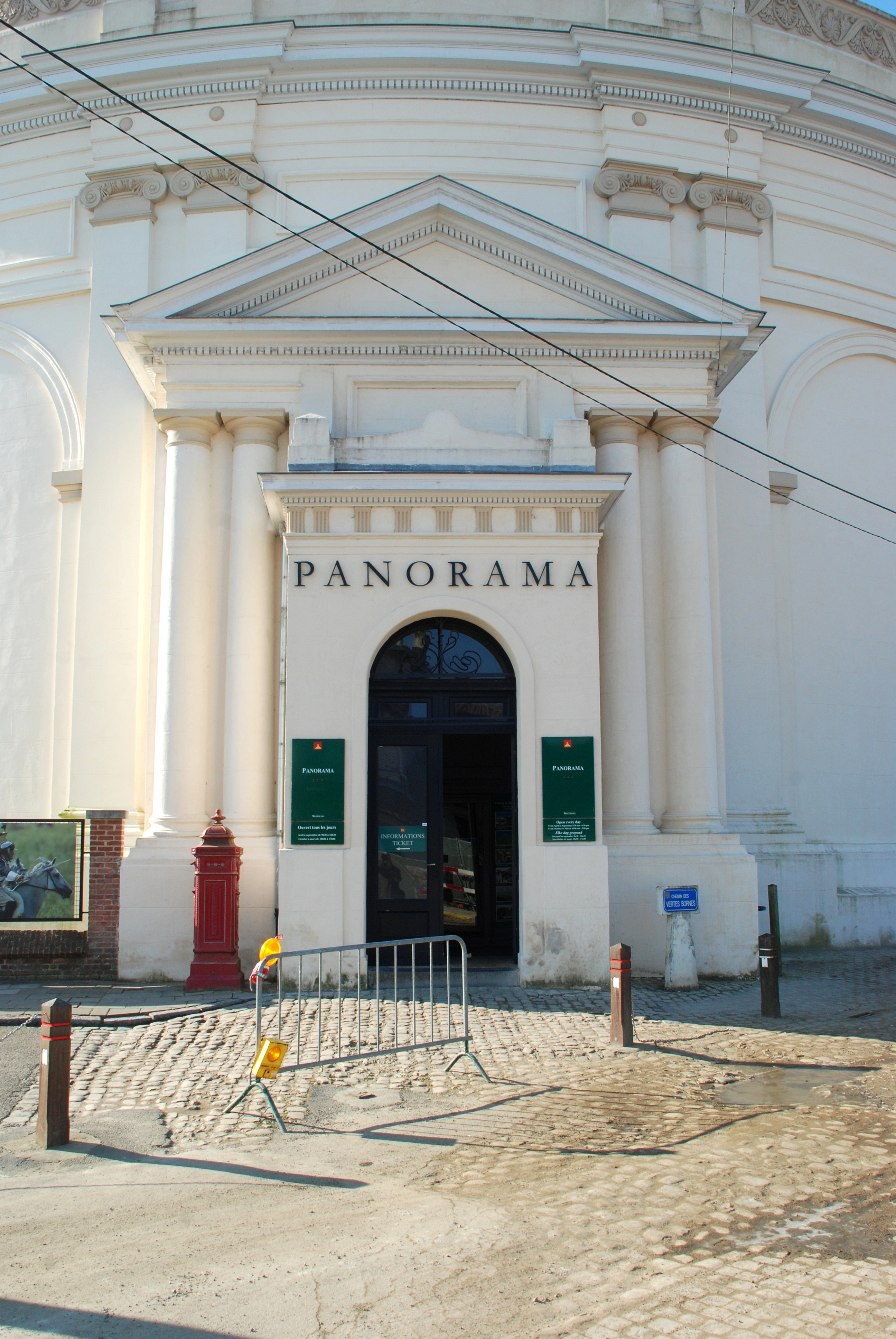
Вхід
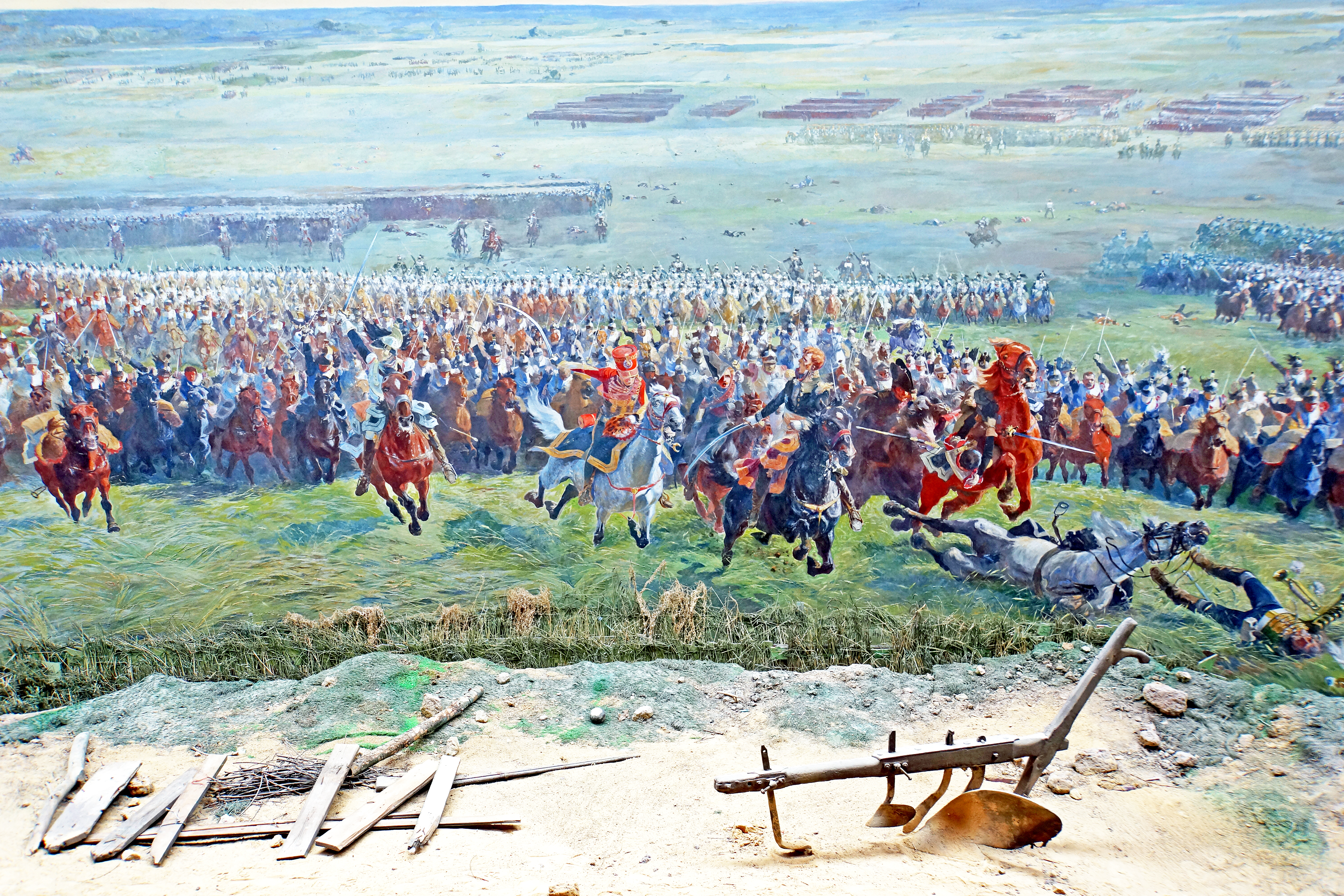
Деталі картини: Маршал Франції Ней веде атаку
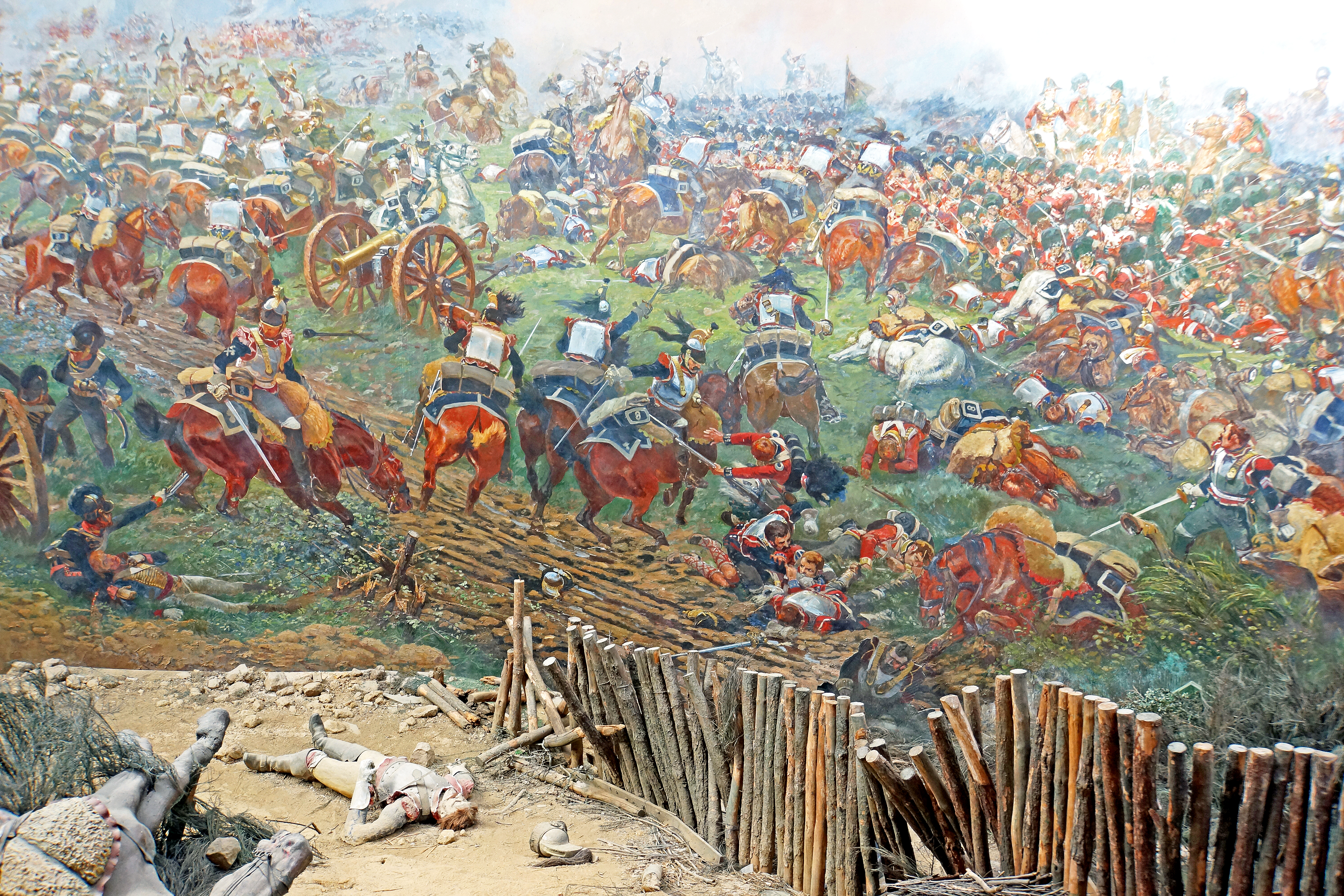
Деталі картини: герцог Веллінгтон і його штаб (угорі праворуч) ховаються від французьких кірасир у каре гірської піхоти

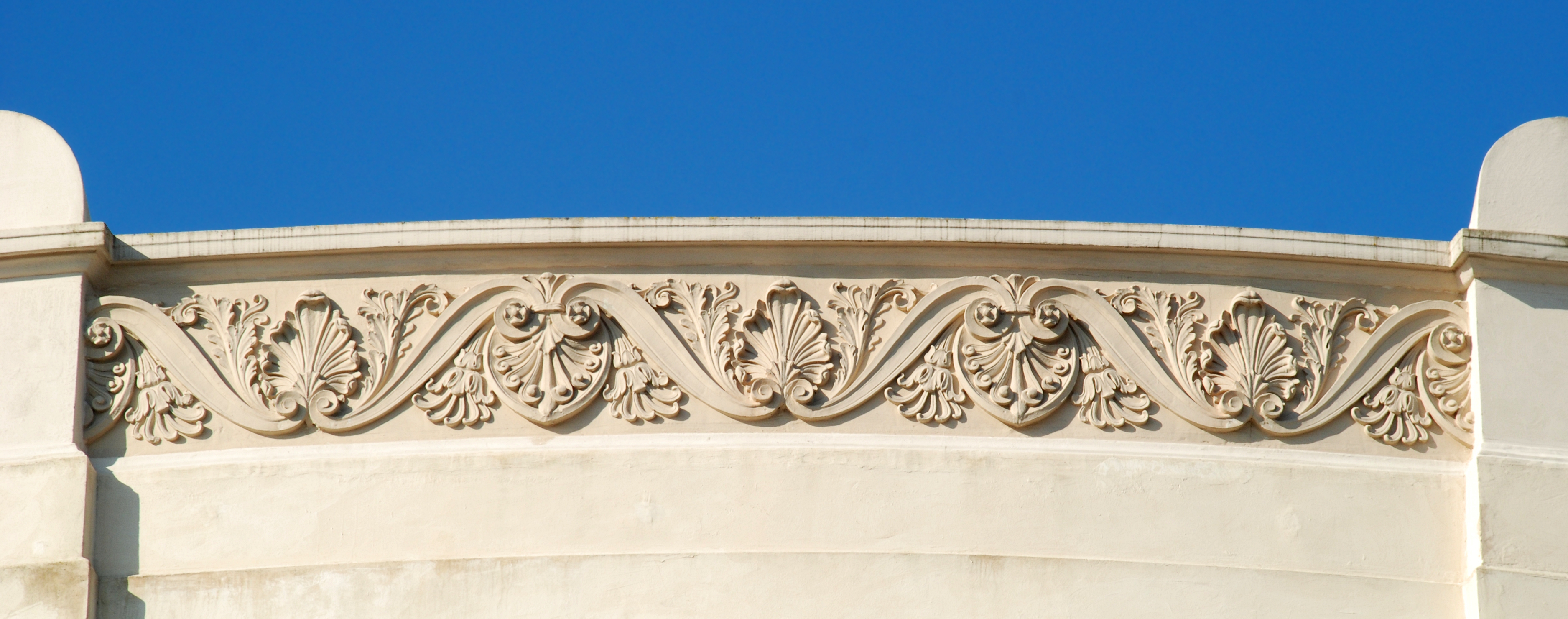
Фриз з пальметами увінчує ротонду.